# Viernes Rojo
El Viernes Rojo o Maduronazo  es el nombre usado por algunos para describir el día viernes 17 de agosto de 2018 en el que se realizaron tres medidas de ajuste económico emitidos por el gobierno de Venezuela para nivelar el deterioro debido al proceso de hiperinflación, agrupadas en el llamado Programa de Recuperación, Crecimiento y Prosperidad Económica, anunciado por el presidente Nicolás Maduro.
Diferentes economistas y expertos sostuvieron que las medidas económicas carecían de coherencia y contribuirían con una mayor hiperinflación, señalando que tendrían un impacto mucho mayor que el Viernes Negro de 1983 durante la presidencia de Luis Herrera Campins, el Gran Viraje de Carlos Andrés Pérez en 1989 o la Agenda Venezuela de Rafael Caldera en 1996.

## Antecedentes: Paquetazo Rojo de 2016
El Viernes Rojo no se debe confundir con el Paquetazo Rojo o Madurazo, que se dio el martes 17 de febrero del 2016 cuando se anunció el aumento de la gasolina, quedando en 1.00 Bs.fuerte, para la de 91 octanos  (antes costaba 0,07 bolívares fuerte por litro) y en 6.00 Bs.fuerte para la de 95 octanos (antes costaba 0,097 bolívares fuerte por litro). Representando un 1328,57 % y 6085,56 % de incremento en el precio que no se aumentaba desde 1996.
Otras medidas fuerte que se dieron fue la devaluación  del valor del bolívar oficial de un 59% usado para importación de bienes básicos como alimentos, medicinas y pago de deuda pública que pasó de 6.30 a 10.0 bolívares por dólar, El nuevo sistema de cambio aplica un  ajuste de precios, solo a 100 productos regulados quedando en la lista, desaparece el dólar preferencial para la importación de repuestos, partes para motos, autos, electrodomésticos, celulares, accesorios para la construcción, máquinas herramientas. El salario mínimo y las pensiones subieron un 20% de B/.9,649 paso a B/. 11,578 la cestaticket subió un 66% paso de B/.7,965 a 13,275. El anuncio entraría en vigencia a partir del 1 de marzo de 2016. El salario integral subió de US $16.16 a US $21.20.

### Resumen 2016
- aumento de la gasolina, quedando en 1 Bs.fuerte para la de 91 octanos (US $0.001) y en 6 Bs.fuerte para la de 95 octanos.(US $0.006)
- aumento del salario mínimo a 11.578 Bs. y del CestaTicket  a 13.275 Bs.
- El sistema marginal de divididas (SIMADI) pasa a ser sistema complementario flotante, pasando de un dólar controlado a 6,13 Bs., a 10 Bs
- Tipo de cambio dólar today (17/2/2016) es de 881 bol/dólar

## Medidas económicas en 2018
La primera y principal medida dada el viernes 17 de agosto de 2018 fue la del cambio de denominación a la moneda  por el Bolívar Soberano y la eliminación de cinco cifras o cinco ceros para mejorar los sistemas contables de las empresas, para facilitar el acceso a mecanismos e instrumentos financieros y monetarios, según el decreto presidencial N.º3548 emitido en la Gaceta Oficial N.º 41452. La segunda medida fue el aumento del salario mínimo a medio petro, equivalente a 180 000 000 bolívares fuertes o 1800 bolívares soberanos, equivalente en ese momento a Us $ 11.00 y que se venía deteriorando desde julio de 2017 a pesar de que se hacían aumentos cada dos meses; no se pudo recuperara el valor que tenía, Maduro anunció que dichas medidas tenían la meta de recuperar el salario de la población en dos años mediante el programa de Recuperación Económica de Crecimiento y Prosperidad, y la tercera medida el aumento del impuesto al valor agregado (IVA) de 12% a 16 %. con el propósito de eliminar el déficit fiscal mediante decreto presidencial N.º 3584 de la Gaceta Oficial extraordinario N.º6395 y de eliminar emisión de dinero no orgánico.

### Resumen 2018
- el cambio de denominación a la moneda  por el bolívar Soberano y la eliminación de cinco cifras o cinco ceros para facilitar los sistemas y libros contables de las empresas
- aumento del salario mínimo a medio petro, equivalente a 180 000 000 bolívares fuertes o 1800 bolívares soberanos
- el aumento del impuesto al valor agregado (IVA) de 12 % a 16 %. excepto algunos productos a partir del 1.º de septiembre.
- Tipo de cambio dólar today (17/8/2018) es de 124.09 bolívar S./dólar

## Análisis
El economista J. L. Saboín García señaló que «la economía venezolana enfrenta el ajuste macroeconómico más fuerte de su historia», denominando al 17 de agosto como el Viernes Rojo. Asdrúbal Oliveros indicó que los anuncios no tienen ninguna relación con el Gran Viraje ni con la Agenda Venezuela que «con sus errores eran planes mucho mejor estructurados en cuanto a metas e instrumentos de política». Realizando tres consideraciones, sostuvo que en los anuncios se registra «un reconocimiento del mercado negro», «un agresivo incremento de salario mínimo, que tiene un costo fiscal importante y una carga fuerte sobre el sector privado» además de un «impacto en estructura de costos y, por ende, precios» y que a pesar de plantear como meta el déficit fiscal cero y anunciar nuevos impuestos, también se anuncia «una subida de gastos corrientes (vía salarios y bonos)», recordando que el déficit fiscal de Venezuela consiste en un 20 % de su PIB.
El director de Econometrica, Henkel García, definió al aumento del salario como «una locura», declarando que se tendrá «la inflación diaria más alta de nuestra historia, no sé si de toda la historia económica del mundo» y añadiendo que estimaba que en la próxima semana habría dos variables que tendría un aumento descomunal la próxima semana, los precios y la base monetaria. El diputado y economista José Guerra declaró que en la noche de los anuncios se registró una «devaluación», explicando que «la tasa de cambio oficial saltó en un día de Bs 240 000 a Bs 6 100 000».

## Consecuencias
La incertidumbre se propago en la población, el país se encontraba en pleno auge de la hiperinflación, las empresas los últimos meses, constantemente aumentaban sus precios, mientras el bolívar se devaluaba a ritmo acelerado, los rumores del sábado y domingo corrían, ¿Cómo las empresas pagarían un aumento de salario 35 veces más a sus trabajadores? y tener que pagar un aumento del impuesto. el gobierno se comprometió en cancelar durante los primeros tres meses los sueldos de las empresas que tributaban con el requisito que presentaran las planillas de empleados, el empresario tenía sus dudas si esa medida se cumpliría, la mayoría de empleados trabajaba de manera informal y no estaban registrados, otros tenían miedo perder sus empleos durante la siguiente semana, las empresas quebrarían ante una liquidación de despidos. Una parte del empresariado continuo, muchos pequeños negocios cerraron al empezar la semana, se veía asolada las calles
El 25 de agosto, la SUNDDE informó que al menos 200 personas han sido detenidas y al menos 500 comercios han sido sancionados para garantizar del cumplimiento del plan económico del presidente Maduro. Las medidas económicas dadas por el gobierno en agosto de 2018 solo generaron la hiperinflación del 2019 de 1 000 000 %, el gobierno no pudo cumplir con el sueldo anclado al petro equivalente en su momento al precio del barril de petróleo a US $60 a inicios de agosto de 2019 el sueldo mínimo de 40.000 Bolívares soberanos equivalía a US $3.55 dólares.
El venezolano a partir de esta fecha vio deteriorado su salario y no se ha podido recuperar, se ha mantenido en un promedio entre 2 y 5 dólares mensuales, la inflación se ha mantenido y esta desacelerando muy lentamente, la Diáspora venezolana aumento. el país se dolarizó en agosto de 2019 de acuerdo a la Gaceta Oficial Extraordinaria 6.405 del Convenio Cambiario. Para abril de 2021 el nuevo Bolívar pasaba el valor de 2 300,000 por dólar habiendo empezado en agosto de 2018 al tipo de cambio de 61.02 bolívares por dólar.